# Meleoma carapana
Meleoma carapana is een insect uit de familie van de gaasvliegen (Chrysopidae), die tot de orde netvleugeligen (Neuroptera) behoort. 
Meleoma carapana is voor het eerst wetenschappelijk beschreven door Adams in 1969.